# Museo de Historia de Arévalo
Il Museo de Historia de Arévalo  anche conosciuto come Arevalorum, è un museo dedicato alla storia della città. Situato nella casa de los Sexmos, dipende dal Comune di Arévalo.

## Collezione
Il museo dispone di sette stanze in cui vengono mostrati un centinaio di manufatti culturali legati a Arévalo, dal periodo Calcolitico all'epoca romana, medievale moderna. Espone fotografie moderne di monumenti arevalenses acquisite nel XX secolo e modelli di edifici importanti della città come il palazzo Reale, il Castillo de Arévalo o il Palacio de los Sedeño.
Il museo dispone anche di una sala conferenze, in cui si proietta continuamente un documentario sulla storia di Arévalo, una sala dedicata a Autun (città francese gemellata con Arévalo dal 2005), e una sala per mostre temporanee.